# فيليب جلاب
فيليب جلاب (1932 -  5 فبراير 1992) هو صحفي مصري، ورئيس تحرير جريدة «الأهالي» أواخر سنة 1989، وظل رئيس للتحرير حتى وفاته.

## سيرة
زاول دراسته في سبتمبر 1950 بكلية الآداب بجامعة إبراهيم باشا الكبير  (جامعة عين شمس) 
- عمل صحفيًا في جريدة المساء (1956-1959).[2]

- رئيس تحرير مجلة آخر ساعة سنة 1966 [3]
- كان يكتب في جورنال الأهالى باسم «دبوس».
- كان السكرتير العام لنقابة الصحفيين.
- كان عضو في الحزب الشيوعى المصرى.
- أرملته د. سهير اسكندر.
- له ابن وحيد اسمه وائل يترأس حركة التضامن العالمى من أجل مجتمع مدنى التي تقودها المفكرة نوال السعداوي.

## كتبه
- قصة السوفييت مع مصر، 1983، دار الثقافة الجديدة[4]

- هل نهدم السد العالي،1985، كتاب الأهالي، 139 صفحة.[5] [6]
- الرأي الآخر في كارثة الخليج، 1991، مكتبة مدبولي، 299 صفحة.[7]
- دبابيس،1992، دار الهلال، 186 صفحة[8]

## وفاته
صباح الأربعاء 5 فبراير 1992 غادر هذه الدنيا.